# Blue (album av Joni Mitchell)
Blue är Joni Mitchells fjärde album. Det lanserades 1971 på skivbolaget Reprise Records. Skivan sålde bra och togs väl emot av kritiker, och nådde femtonde plats på Billboard 200. På brittiska albumlistan nådde det tredje plats. Låten "This Flight Tonight" spelades 1973 in av hårdrocksgruppen Nazareth som fick en hitsingel med den.

## Låtlista
1. "All I Want"
2. "My Old Man"
3. "Little Green"
4. "Carey"
5. "Blue"
6. "California"
7. "This Flight Tonight"
8. "River"
9. "A Case of You"
10. "The Last Time I Saw Richard"